# Aserrí (tổng)
Aserrí là tổng ở tỉnh San José thuộc Costa Rica. Tổng này có diện tích 167,10 km², và dân số là 52.808 người. Thủ phủ tổng cũng có tên gọi Aserrí.
Tổng Aserrí được lập theo sắc lệnh ngày 27 tháng 11 năm 1882.
Đây là một khu vực núi non có sông Poás ở phía bắc. Tổng này nằm trong một dải đất hẹp giữa dày núi ven biển trước khi dãy núi này đến khu vực đất thấp tại tỉnh Puntarenas. Tổng Aserrí được chia thành 7 huyện.
1. Aserrí
2. Tarbaca
3. Vuelta de Jorco
4. San Gabriel
5. La Legua
6. Monterrey
7. Salitrillos